# Euphoric Sad Songs
Euphoric Sad Songs è il primo mini-LP della cantante britannica Raye, pubblicato il 20 novembre 2020 dalla Polydor.

## Promozione
| Recensione   | Giudizio |
| ------------ | -------- |
| The Guardian |          |

In promozione al progetto sono stati pubblicati 4 singoli, Secrets con Regard, Natalie Don't, Love of Your Life e Regardless con Rudimental.

## Tracce
1. Love Me Again – 3:18 (testo: Rachel Keen, Janée Bennett – musica: Fred Ball)
2. Change Your Mind – 4:00 (testo: Rachel Keen, Isabella Sjostrand, Anton Goransson – musica: Anton Goransson)
3. Regardless (feat. Rudimental) – 3:17 (testo: Rachel Keen, Nadia Ali, Markus Moser, – musica: Punctual, Rudimental, Mark Ralph)
4. Secrets (feat. Regard) – 2:57 (testo: Rachel Keen, Dardan Aliu, John Hill, Jordan Asher Cruz, Kennedi Lykken, Stephen Feigenbaum – musica: Regard, John Hill, Johan Lenox)
5. Natalie Don't – 3:14 (testo: Rachel Keen, John Hill, John Blanda – musica: John Hill, John Blanda)
6. All Dressed Up – 4:02 (testo: Rachel Keen, Thomas Barnes, Peter Kelleher, Benjamin Kohn – musica: Thomas Barnes, Paul Keen)
7. Please Don't Touch – 3:39 (testo: Rachel Keen, Camille Purcell, Fraser Thorneycroft-Smith – musica: Fraser Thorneycroft-Smith)
8. Walk on By – 3:23 (testo: Rachel Keen, Isabella Sjostrand – musica: Anton Goransson)
9. Love of Your Life – 3:16 (testo: Rachel Keen, Isabella Sjostrand – musica: Anton Goransson)

## Classifiche
| Classifica (2020) | Posizione massima |
| ----------------- | ----------------- |
| Lituania          | 23                |